# Nocturne (Lied)
Nocturne ist ein Lied von Secret Garden und der Siegertitel des Eurovision Song Contest 1995. Der überwiegend instrumentale Titel war der zweite Siegerbeitrag Norwegens beim Eurovision Song Contest.

## Song
Der Titel in einem langsamen 3/4-Takt hat mit einem Gesangsanteil von nur 40 Sekunden den kürzesten Gesangspart der Eurovisions-Geschichte. Neben den Duo-Mitgliedern wirken die Sängerin Gunnhild Tvinnereim, der Tin-Whistle-Spieler Hans Fredrik Jacobsen und die Nyckelharpa-Musikerin Åsa Jinder mit.
Der norwegische Text ist eine poetische Beschreibung des Nacht- und Tagwechsels.

## Hintergrund
Komponist Rolf Løvland hatte den Titel eigentlich für das Album seines neuen Duos komponiert. Da er bereits einen ESC-Siegeritel komponiert hatte (La det swinge von Bobbysocks 1985) wurde er vom norwegischen Sender NRK gebeten, beim Melodi Grand Prix 1995 teilzunehmen. Der Titel war ein Außenseiter und konnte den Sieg bei der Vorauswahl erreichen. Beim Eurovision Song Contest 1995 in Dublin schließlich wurde der Song mit 148 Punkten zum Gewinner erklärt.
Der Titel war der Start einer langen Karriere der Gruppe Secret Garden.